# Dominique Mathieu
Dominique Joseph Mathieu OFMConv. (ur. 13 czerwca 1963 w Arlon) – belgijski duchowny rzymskokatolicki, franciszkanin konwentualny, misjonarz posługujący w Iranie, arcybiskup teherańsko-isfahański od 2021, kardynał prezbiter od 2024.

## Życiorys
Urodził się 13 czerwca 1963 w Arlon w prowincji Luksemburg. Po ukończeniu szkoły średniej wstąpił do franciszkanów konwentualnych. 20 września 1987 złożył śluby wieczyste, a święcenia prezbiteratu przyjął 24 września 1989.
Po święceniach w zakonie zajmował następujące stanowiska i pełnił następujące funkcje: promotor powołań, sekretarza, wikariusza i ministra prowincjalnego belgijskiej Prowincji Braci Mniejszych Konwentualnych, a po zjednoczeniu z Prowincją Francuską został delegatem Generalnym; rektor Narodowego Sanktuarium św. Antoniego z Padwy w Brukseli i dyrektor spokrewnionego Bractwa; prezydent Środkowoeuropejskiej Federacji Braci Mniejszych Konwentualnych i członek Międzynarodowej Komisji Gospodarki Zakonu; od 2013: przeniósł się do Libanu i został inkardynowany do Kustodii Prowincjalnej Wschodu i Ziemi Świętej; 2013–2019: sekretarz kustodii, formator, magister nowicjuszy i rektor postulantów i kandydatów; 2019–2021: definitor i asystent generalnym Środkowoeuropejskiej Federacji Franciszkanów Konwentualnych.
Był także prezesem dwóch różnych stowarzyszeń non-profit związanych z obecnością franciszkanów konwentualnych w Belgii, zajmujących odpowiedzialne stanowiska w Katolickiej Szkole Landen.
8 stycznia 2021 papież Franciszek prekonizował go arcybiskupem teherańsko-isfahańskim. Święcenia biskupie otrzymał 16 lutego 2021 w bazylice świętych Dwunastu Apostołów w Rzymie. Głównym konsekratorem był kardynał Leonardo Sandri, prefekt Kongregacji ds. Kościołów Wschodnich, zaś współkonsekratorami byli kardynał Mauro Gambetti, były kustosz bazyliki św. Franciszka w Asyżu, i Ignazio Bedini, emerytowany arcybiskup teherańsko-isfahański. Jako zawołanie biskupie przyjął słowa „Deus meus in te confido” (Mój Boże, ufam Tobie). Natomiast w listopadzie 2021 kanonicznie objął archidiecezję, a także odbył ingres do katedry Matki Bożej Pocieszenia w Teheranie.
6 października 2024 podczas modlitwy Anioł Pański papież Franciszek ogłosił jego nominację kardynalską. Na konsystorzu 7 grudnia 2024 został kreowany kardynałem prezbiterem kościoła św. Joanny Antydy Thouret. Brał udział w konklawe 2025, które wybrało papieża Leona XIV.
Zna język francuski, angielski, włoski, holenderski i niemiecki. Uczył się literackiego języka arabskiego w Brukseli i Libanie.